# واکسن ساب‌یونیت
واکسن ساب‌یونیت (انگلیسی: Subunit vaccine) یا زیرواحد (زیر واحد)، نوعی از واکسن است که بر خلاف واکسن‌های غیرفعال شده، حاوی سلول عامل بیماری‌زا نمی‌باشد. در این واکسن‌ها از آنتی‌ژن‌های عامل بیماری‌زا استفاده می‌شود و به همین دلیل در مقایسه با واکسن‌های غیرفعال شده بی خطر تر است.در واکسن‌های زیرواحد یا ساب‌یونیت، به جای استفاده از میکروب (میکروارگانیسم بیماری‌زا، مانند ویروس یا باکتری) اعم از کشته‌شده (غیرفعال‌شده) یا ضعیف‌شده، از برخی از اجزا و بخش‌های ذره میکروبی (به عنوان مثال، ذرات خاص سطح خارجی آن)، برای تحریک سیستم ایمنی استفاده می‌شود.
واکسن‌های کونژوگه در دسته‌بندی شیوه‌های ساخت واکسن، زیرمجموعه واکسن‌های ساب‌یونیت قرار می‌گیرند؛ زیرا در آن‌ها از آنتی‌ژن میکروب به همراه یک آنتی‌ژن دیگر، استفاده می‌شود.